# Ifrīqiya

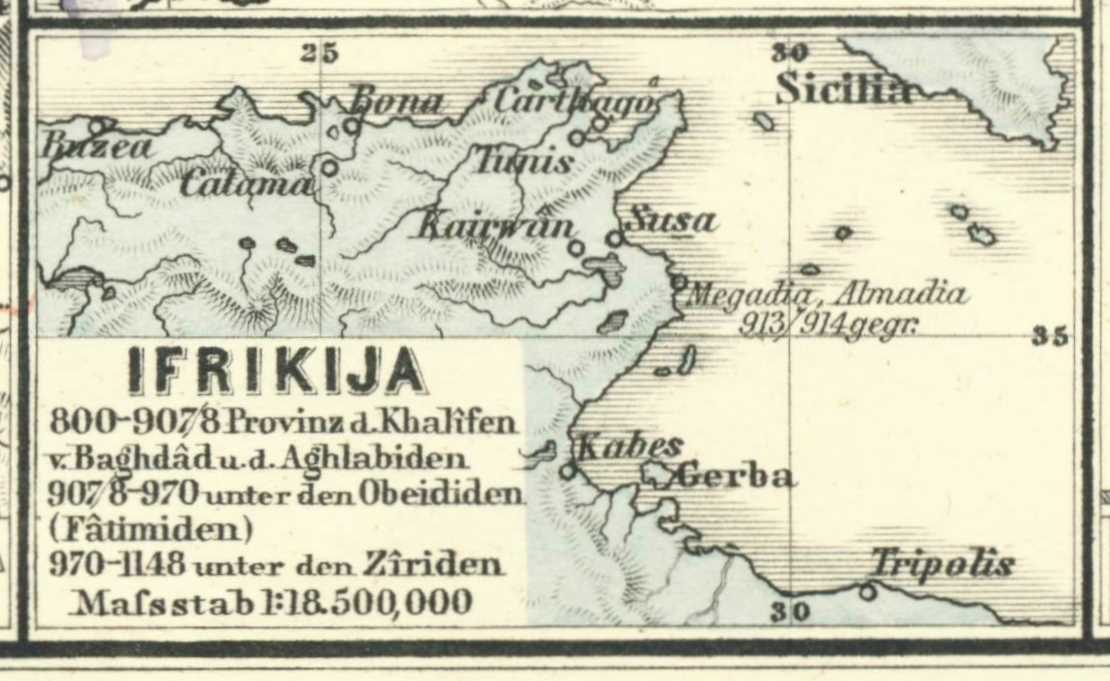
Ifrīqiya in einer Karte von 1877

Ifrīqiya (arabisch إفريقية) bzw. Ifrīqiyā (arabisch إفريقيا), in älteren deutschen Texten auch Ifrikija, ist die mittelalterliche arabische Bezeichnung für die Gebiete von Tunesien, Ost-Algerien und Tripolitanien. Ifrīqiya umfasst damit das gleiche Gebiet wie die römische Provinz Africa, wovon sich der Name Ifrīqiya auch ableitet.
Der westlich davon liegende Maghreb wurde als al-maghrib al-awsat („zentraler Westen“, etwa Algerien) und al-maghrib al-aqsa („ferner Westen“, heutiges Marokko) bezeichnet. Im modernen Arabisch bezeichnet Ifrīqiya den ganzen Kontinent Afrika.
Das Land wurde zwischen 663 und 703 in langwierigen Kämpfen von den muslimischen Arabern unter Uqba ibn Nafi, Hassan ibn al-Numan und Musa ibn Nusayr unterworfen, die damit die oströmische Herrschaft im Maghreb beendeten. Vor allem die vereinigten Berberstämme unter Kusaila ibn Lemzem und der al-Kahina leisteten heftigen Widerstand. Auch nach der Unterwerfung kam es zu keiner Beruhigung des Landes, da nun Aufstände der Charidschiten u. a. m. unter Abu l-Chattab al-Maafiri ausbrachen. Erst nach der Niederschlagung des Aufstands der Malzūza-Berber unter Abū Ḥātim al-Malzūzī beruhigte sich die Lage in der Provinz gegen Ende des 8. Jahrhunderts.
Während und kurz nach der muslimischen Eroberung Nordafrikas wurde der gesamte Maghreb vom Statthalter in Ifrīqiya regiert, der seinerseits bis 705 dem Statthalter von Ägypten unterstand; ab 711 kam noch das eroberte Andalusien hinzu. Hauptort der Region war zunächst Kairuan, seit dem 10. Jahrhundert al-Mahdiya, das im 13. Jahrhundert von Tunis abgelöst wurde. Unter der muslimischen Herrschaft kam es zum wirtschaftlichen und kulturellen Aufschwung des Landes. Ifrīqiya wurde Ausgangspunkt für die weitgehende Arabisierung der Berberstämme des Maghreb.
Wegen der großen Entfernung Ifrīqiyas vom Reichszentrum im Irak errangen schon die Statthalter der Muhallabiten weitgehende Unabhängigkeit von den Abbasiden. Nach deren Sturz mussten die Abbasiden um 800 den Aghlabiden (800–909) die Herrschaft überlassen. Bis ins 16. Jahrhundert folgten die Fatimiden (909–973), die Ziriden (973–1152), die Almohaden (1152–1229) und die Hafsiden (1229–1574), bevor die Osmanen ihre Oberhoheit durchsetzen konnten und Tunesien seine heutigen Grenzen erhielt.
Rifāʿa at-Tahtāwī nahm Mitte des 19. Jahrhunderts an, dass Ifrīqiya der Ursprung des Namens Afrika ist, den „die Franken“ – so nennt er die Europäer – dem ganzen Kontinent gaben.

## Notizen
1. ↑  Rifāʿa al-Ţahṭāwī: Ein Muslim entdeckt Europa, die Reise eines Ägypters im 19. Jahrhundert nach Paris (Originaltitel: Taḫlīṣ al-ibrīz fī talḫīṣ Bārīber), übersetzt, herausgegeben und kommentiert von Karl Stowasser. Gustav Kiepenheuer, Leipzig und Weimar 1988, S. 23. Weitere Auflage: Beck, München 1989.